# Convergencia de Grómov-Hausdorff
En matemáticas, la convergencia de Grómov-Hausdorff, nombrada por Mijaíl Grómov y Felix Hausdorff, es una noción de convergencia en espacios métricos que generaliza la convergencia de Hausdorff.

## Distancia de Grómov-Hausdorff

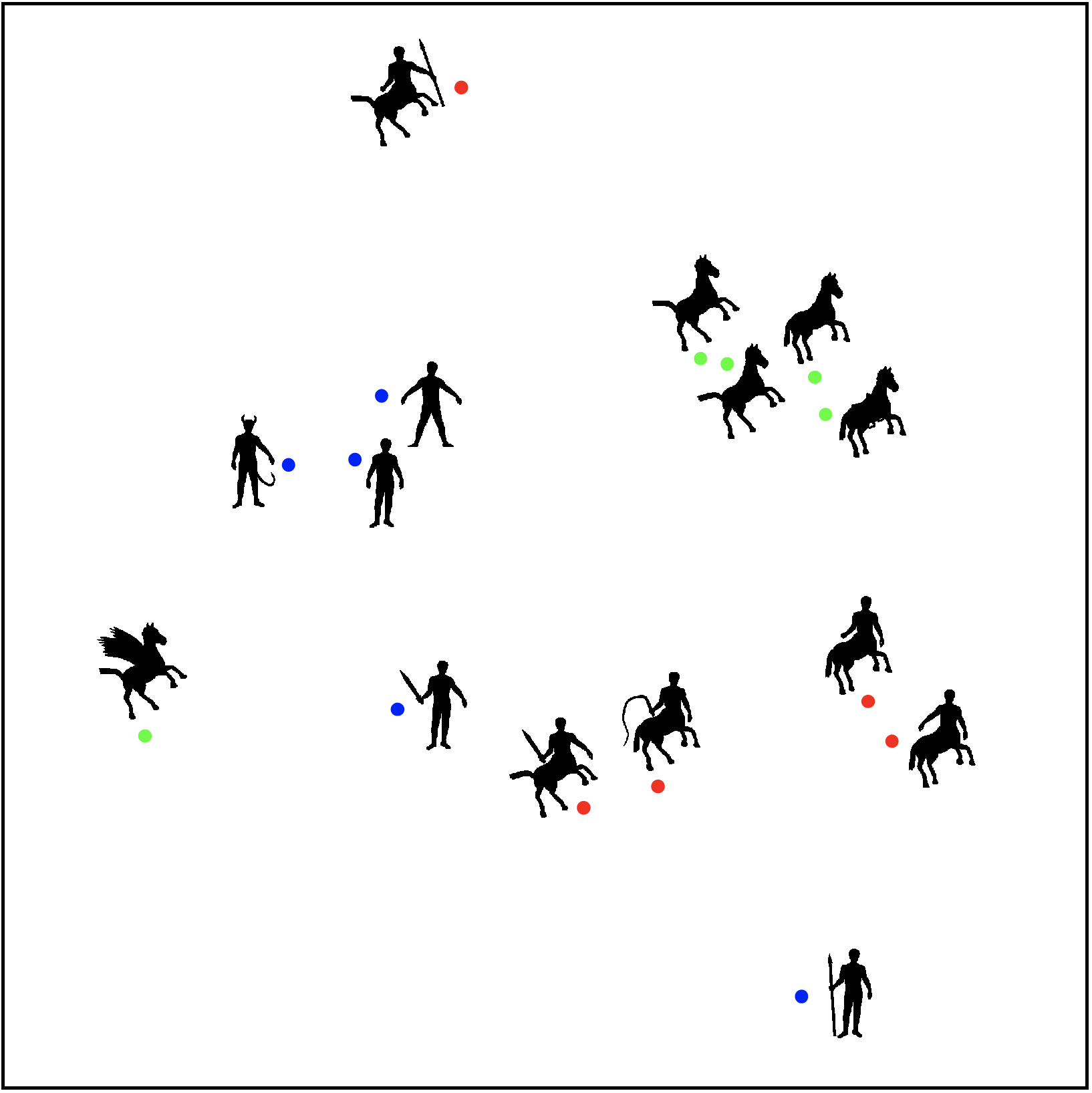
Diagrama de cercanía y lejanía de algunas figuras bajo la distancia de Grómov-Hausdorff

La distancia de Grómov-Hausdorff fue introducida por David Edwards en 1975, y redescubierta y generalizada por Mijaíl Grómov en 1981. Esta distancia mide cómo de lejos están dos espacios métricos compactos de ser isométricos. Si X e Y son dos espacios métricos compactos, entonces dGH (X, Y) se define como el ínfimo de las cantidades dH(f(X), g(Y)) para todos los espacios métricos M y todos los embebimientos isométricos f: X→M y g: Y→M. Aquí, dH denota la distancia de Hausdorff entre subconjuntos de M y el embebimiento isométrico se entiende en sentido global, esto es, debe preservar todas las distancias, no solo las infinitesimalmente pequeñas. Por ejemplo, ninguna variedad de Riemann no compacta admite un embebimiento de este tipo en un espacio euclídeo de la misma dimensión.
La distancia de Grómov-Hausdorff convierte al conjunto de todas las clases de isometría de espacios métricos compactos en un espacio métrico, llamado espacio de Grómov-Hausdorff, y por tanto define una noción de convergencia de sucesiones de espacios métricos compactos, llamada convergencia de Grómov-Hausdorff. Un espacio métrico en el que converge una de estas sucesiones se dice el límite de Grómov-Hausdorff de la sucesión.

## Algunas propiedades del espacio de Grómov-Hausdorff
El espacio de Grómov-Hausdorff es conexo por caminos, completo y separable. También es geodésico, esto es, cada par de puntos son los extremos de una geodésica minimizante. En el sentido global, el espacio de Grómov-Hausdorff es totalmente heterogéneo, esto es, su grupo de isometría es trivial, pero localmente existen muchas isometrías no triviales.

## Convergencia de Grómov-Hausdorff punteada
La convergencia de Grómov-Hausdorff punteada es un análogo de la convergencia de Grómov-Hausdorff apropiada para espacios no compactos. Un espacio métrico punteado es un par (X,p) consistente en un espacio métrico X y un punto p en X. Una sucesión (Xn, pn) de espacios métricos punteados converge a un espacio métrico punteado (Y, p) si, para cada R > 0, la sucesión de R-bolas cerradas alrededor de pn en Xn converge a la R-bola cerrada alrededor de p en Y en el sentido habitual de Grómov-Hausdorff.

## Aplicaciones
La noción de convergencia de Grómov-Hausdorff fue utilizada en primer lugar por Grómov para probar que cualquier grupo discreto con crecimiento polinomial es virtualmente nilpotente (esto es, contiene un subgrupo nilpotente de índice finito). El punto clave de la demostración fue la observación de que para el grafo de Cayley de un grupo con crecimiento polinomial, una sucesión de reescalados converge en el sentido de Grómov-Hausdorff punteado.
Otro resultado simple y muy útil en geometría riemanniana es el teorema de compacidad de Grómov, que afirma que el conjunto de variedades riemannianas con curvatura de Ricci ≥ c y diámetro ≤ D es relativamente compacto en la métrica de Grómov-Hausdorff. Los espacios límite son espacios métricos. Cheeger y Colding han probado propiedades adicionales en los espacios de longitud.
La métrica de distancia de Grómov-Hausdorff ha sido aplicada en el campo de la computación gráfica y a la geometría computacional para encontrar correspondencias entre diferentes formas.
La distancia de Grómov-Hausdorff ha sido utilizada por Sormani para probar la estabilidad del modelo de Friedmann en cosmología (véase Ecuaciones de Friedmann). Este modelo de la cosmología no es estable con respecto a variaciones suaves de la métrica.
En un caso especial, el concepto de límites de Grómov-Hausdorff está íntimamente relacionado con la teoría de grandes desviaciones.
La métrica de distancia de Grómov-Hausdorff ha sido también utilizada en neurociencia para comparar circuitos neuronales.